# 有賀由衣
有賀由衣（日語：有賀 由衣，12月1日—），日本女性配音員。出身於東京都。現在是自由身。勝田聲優學院第18期畢業，以前經歷Mausu Promotion附屬培訓學校、Production Ace（2005年加入，2008年7月1日從TRIAL PRODUCTION改名，2018年9月30日離所）。
2009年以《香格里拉》第一次飾演要角。

## 演出作品
※粗體字表示說明飾演的主要角色。

### 電視動畫
2007年
- 校園烏托邦 學美向前衝！（學生）

2009年
- 香格里拉（美邦）

2011年
- R-15（社長〈黑樹繰美〉）

2013年
- 學生會的一存 Lv.2（女性店員2）

2014年
- 棺姬嘉依卡 AVENGING BATTLE（愛琳娜·哈爾特根）

### OVA
1998年
- 超機動傳說Dinagiga（日语：超機動伝説ダイナギガ）（遠野光的哥哥）

2011年
- R-15（部長）[注 1]

### 遊戲
2004年
- 解決！奧撒芭琪娜

2011年
- R-15 攜帶版（社長〈黑樹繰美〉[2]）

### 外語配音

#### 電影／電視影集
| 作品年份 | 作品名稱              | 配演角色              | 演員             | 媒介                  |
| -------- | --------------------- | --------------------- | ---------------- | --------------------- |
| 1992     | 弓箭手的呆子          | －                    | －               | DVD版本               |
| 1998     | 只有云彩讓星星動      | －                    | －               | DVD版本               |
| 1999     | 亞曼達秀              | 凱莉                  | －               | [ 注 2 ]              |
| 2002     | 奇異果女孩 (第3季)    | 珍妮佛                | －               | Netflix頻道           |
| 2003     | 夏日香氣              | －                    | －               | TBS版                 |
| 2003     | 反恐特警組            | 操作員                | －               | －                    |
| 2003     | 重返犯罪現場          | 崔西                  | －               | 東京電視台版／DVD收錄 |
| 2004     | 魔鬼獵頭公司          | 艾莉遜·濟慈           | 孔奇塔·坎貝爾    | DVD版本               |
| 2005     | 男人兩個半 (第3、4季) | 康迪                  | 艾波兒·鮑比      | Super！drama TV頻道   |
| 2006     | 狙擊封鎖線            | 克莉絲汀娜            | －               | －                    |
| 2006     | 牛頭人                | 薇娜                  | 費歐娜·馬克萊    | DVD版本               |
| 2006     | 豪斯醫生 (第3季)      | 露西                  | 拜莉·麥迪遜      | Dlife頻道             |
| 2007     | 鐵證懸案 (第5季)      | 凱莉·克萊墨〈1989年〉 | 喬莉·卡特        | WOWOW版               |
| 2008     | 新飛越比佛利          | 達琳                  | 桑妮雅・洛克威爾 | NHK教育版             |
| 2009     | 超人前傳 (第8季)      | LiveWire              | －               | DVD版本               |
| 2009     | 辣妹我愛你            | 帕蒂·凱克             | 安娜·梅·羅特烈治 | DVD版本               |
| 2009     | 少年魔法師：電影版    | 哈波·芬克爾           | 珍妮佛·史頓      | BD&DVD版本            |
| 2009     | 奪魂鋸6               | 艾蜜莉                | 洛麗莎·戈麥斯    | DVD版本               |
| 2010     | 辣妹愛宅男            | －                    | －               | DVD版本               |
| 2010     | 扭轉時光機            | －                    | －               | BD&DVD版本            |
| 2010     | 我的女友是九尾狐      | 潘仙女                | 孝敏             | TBS版                 |

#### 動畫
2004年
- Aqua Kids（英语：Aqua Kids）

2005年
- 親親麻吉（貝瑞、巴莉）

2006年
- （莫莉）

### 廣播劇CD
- 魔法禁書目錄紀錄（日语：とある魔術の禁書目録アーカイブス） 4卷（護士1）

### 舞台
- 第2回公演（2004年）－
- STONEψWINGS 第7回公演（2006年）－諾拉〈主演〉

### 廣播節目
- 香格里拉 koeLabo直接了當電台!!（koe Labo（日语：コエラボ）：2009年7月－9月）

### 其它
- 強襲魔女2（PV旁白）

## 腳註

## 外部連結
- （日語）－有賀由衣的官方個人部落格。
- 有賀由衣的X（前Twitter） （日語）
- 有賀由衣 Official Website （页面存档备份，存于） （日語）－有賀由衣的官方個人網站。